# Iunie 2012
Acest articol este generat integral pe baza informațiilor din articolul 2012 și este actualizat periodic de un robot.
 Editările făcute în articol vor fi șterse la următoarea actualizare! Dacă doriți să faceți modificări, editați articolul-sursă.

ianuarie -
februarie -
martie -
aprilie -
mai -
iunie -
iulie -
august -
septembrie -
octombrie -
noiembrie -
decembrie
Iunie 2012 a fost a șasea lună a anului și a început într-o zi de vineri.

## Evenimente

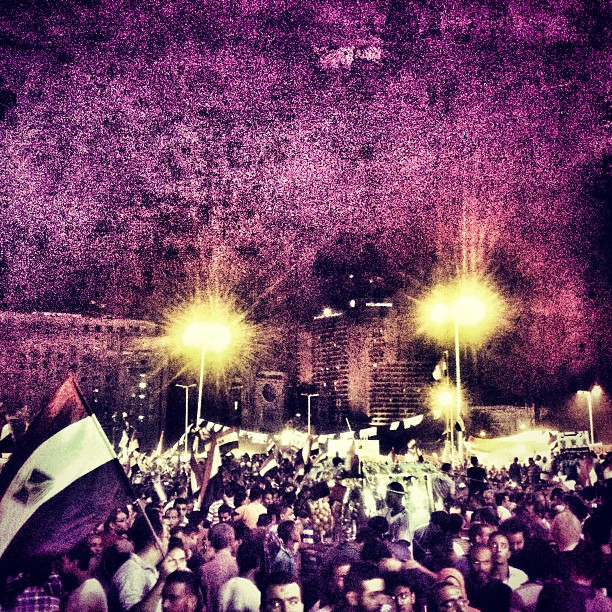
Proteste în Egipt împotriva președintelui Mohamed Morsi

- 2 iunie: Fostul președinte egiptean, Hosni Mubarak și ministrul său de interne, Habib el-Adli, au fost condamnați la închisoare pe viață pentru moartea a aproape 850 de manifestanți anul trecut.
- 2-5 iunie: Britanicii sărbătoresc timp de 4 zile jubileul de diamant, cu petreceri în stradă și concerte.
- 2-9 iunie: A 49-a ediție a Turului României. Câștigător a fost croatul Matija Kvasina.
- 5 iunie: Abu Yahya al-Libi, numărul doi al rețelei Al-Qaida, ar fi fost ucis în Pakistan de către o dronă americană conform informațiilor Pentagonului.
- 6 iunie: Al doilea și ultimul tranzit solar al planetei Venus al acestui secol; următoarea pereche este prevăzută să apară în 2117 și 2125.
- 9 iunie - 1 iulie: Campionatul European de Fotbal 2012 se desfășoară în Polonia și Ucraina.
- 10 iunie: Alegeri locale în România. USL câștigă majoritatea Consiliilor Județene și primăriilor în țară.
- 12 iunie: Organizația Mondială a Sănătății a reclasificat gazele de eșapament emise de motoarele diesel - cele care funcționează cu motorină - în categoria substanțelor asociate cu apariția cancerului.[1]
- 13 iunie: Fostul președinte al Tunisiei, Zine El Abidine Ben Ali, este condamnat la 20 de ani închisoare în absență de către un tribunal militar pentru incitare la crimă și violență în timpul revoltei care l-a demis pe Ben Ali, în ianuarie 2011.
- 14 iunie: Curtea Constituțională din Egipt a decis că o treime din deputații actualului Parlament nu au fost aleși în condiții "constituționale". În urma deciziei, camera inferioară a Parlamentului va fi dizolvată fiind necesar organizarea de noi alegeri parlamentare.
- 16 iunie: ONU își suspendă misiunea în Siria, din cauza intensificării violențelor.
- 16 iunie: China a lansat cu succes nava Shenzhou 9 cu un echipaj de trei astronauți - inclusiv prima femeie chineză în spațiu, Liu Yang - spre modulul statiei spațiale Tiangong-1.[2]
- 17 iunie: Al doilea tur al alegerilor prezidențiale din Egipt, după 30 ani de regim "Mubarak".
- 17 iunie: Alegeri parlamentare în Grecia. Grecii sunt chemați să își aleagă Parlamentul pentru a doua oară în mai puțin de o lună și jumătate, după ce scrutinul din 6 mai nu a reușit să ofere țării un guvern de coaliție.[3][4]

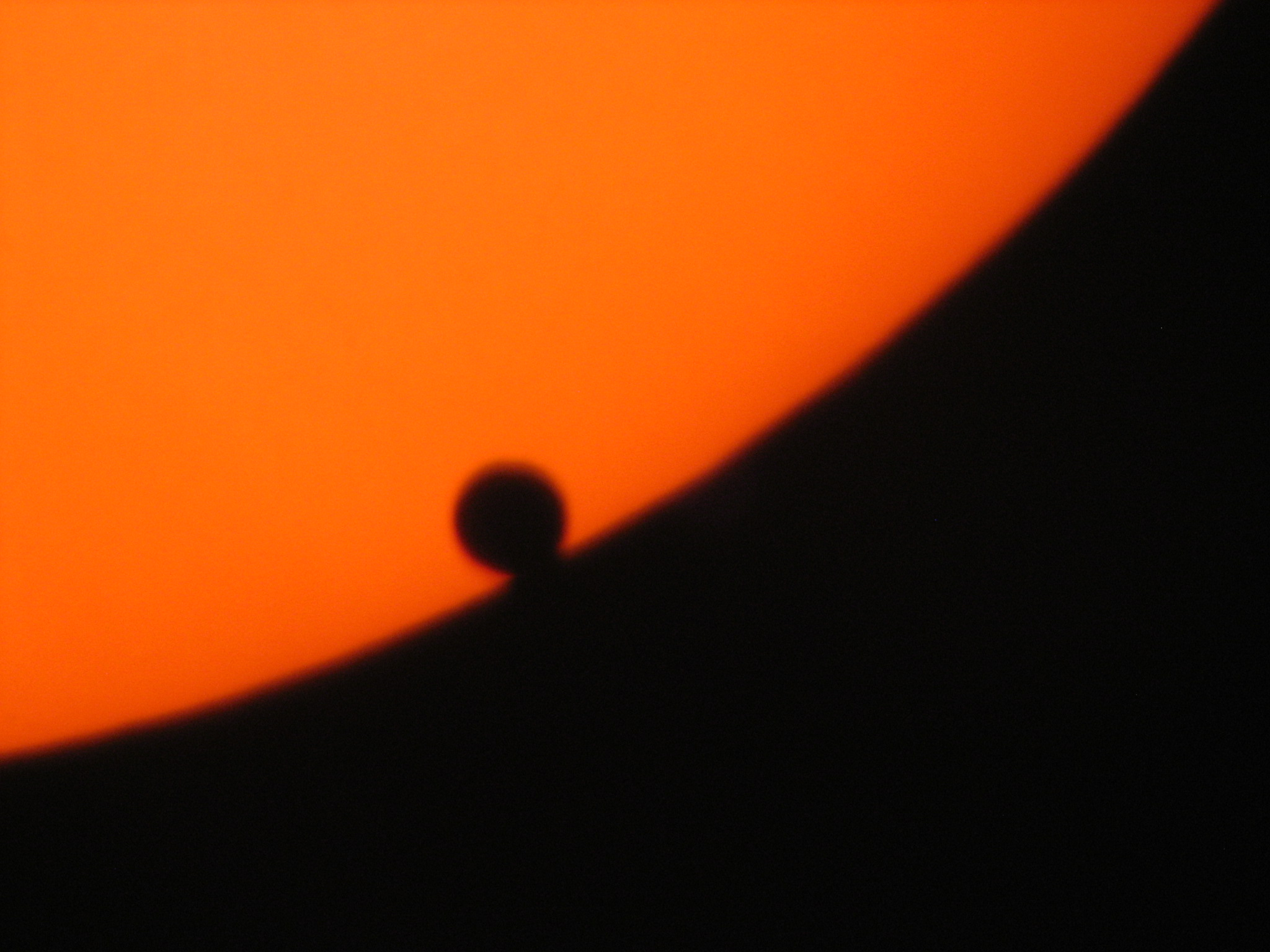
Ultimul tranzit venusian din acest secol

- 19 iunie: Fondatorul site-ului, Julian Assange, se refugiază în ambasada Ecuadorului din Londra cu scopul de a se sustrage unei extrădări către Suedia, unde este acuzat de viol și agresiune sexuală. De atunci, trăiește închis în sediul ambasadei și obține, în august, azil politic.
- 20 iunie: Adrian Năstase a fost condamnat la 2 ani de închisoare cu executare de magistrații Curții Supreme în dosarul "Trofeul calității". Decizia - definitivă și irevocabilă - a fost luată cu unanimitate, fără opinie separată.[5][6] În timp ce era așteptat de polițiști pentru a fi dus la închisoare, Adrian Năstase a încercat să se sinucidă cu un pistol; tentativa de suicid s-a soldat cu mai multe plăgi în zona gâtului.[7]
- 22 iunie: Președintele Paraguayului, Fernando Lugo, a fost demis de către Senat.[8]
- 22 iunie: Un avion turc a fost doborât de forțele siriene în spațiul aerian internațional.[9]
- 23 iunie: Un nou guvern, condus de fostul ministru al agriculturii Riad Hijab, a fost format în Siria.[10]
- 24 iunie: Candidatul Fraților Musulmani, Mohamed Morsi, a fost declarat învingătorul alegerilor prezidențiale din Egipt, de președintele Comisiei Electorale, Faruk Soltan.[11]
- 24 iunie: Singuraticul George, ultima țestoasă din specia ei din Galapagos, a murit la circa 100 de ani.
- 28 iunie: Turcia a trimis un număr mare de tancuri și alte vehicule blindate la granița cu Siria pe fondul tensiunilor în creștere cu regimul de la Damasc, după ce antiaeriana siriană a doborât un avion de vânătoare turc.
- 29 iunie: Președintele american, Barack Obama, a instituit "starea de catastrofă" în statul Colorado (vest), unde incendiile au distrus sute de case și au condus la evacuarea a aproximativ 36.000 de persoane.
- 30 iunie: Ultimul minut din această lună va avea 61 de secunde.
- 30 iunie: Mohamed Morsi, candidatul mișcării islamiste Frații Musulmani, depune jurământul, devenind primul președinte civil și islamist al țării, după ce obține o victorie în primele alegeri prezidențiale post-Mubarak.

## Decese
- 1 iunie: Klaus Werner Grewlich, 68 ani, diplomat german (n. 1943)
- 1 iunie: Milan Gaľa, 59 ani, politician slovac (n. 1953)
- 3 iunie: Roy Salvadori, 90 ani, pilot englez de Formula 1 (n. 1922)
- 4 iunie: Eduard Hil, 77 ani, solist de operă (bariton), rus (n. 1934)
- 4 iunie: Ljubiša Rajić, 65 ani, filolog sârb (n. 1947)
- 4 iunie: Ilie Iorga, 83 ani, interpret român de origine romă (n. 1928)
- 5 iunie: Ray Douglas Bradbury, 91 ani, scriitor american (n. 1920)
- 5 iunie: Marco Cugno, 73 ani, lingvist, românist și traducător italian (n. 1939)
- 5 iunie: Mihai Pătrașcu, 29 ani, informatician român (n. 1982)
- 9 iunie: Hans Abrahamson, 82 ani, regizor suedez (n. 1930)
- 11 iunie: Hector Bianciotti, 82 ani, jurnalist francez (n. 1930)
- 11 iunie: Ann Rutherford (Therese Ann Rutherford), 94 ani, actriță canadiano-americană (n. 1917)
- 11 iunie: Teófilo Stevenson (Teófilo Stevenson Lawrence), 60 ani, boxer amator cubanez (n. 1952)
- 12 iunie: Marcel Guguianu, 89 ani, artist plastic român (n. 1922)
- 12 iunie: Henry Hill, 69 ani, mafiot american de etnie italiană (n. 1943)
- 12 iunie: Elinor Ostrom, 78 ani, politoloagă americană, laureată al Premiului Nobel (2009), (n. 1933)
- 13 iunie: Roger Garaudy, 98 ani, gânditor, filosof și scriitor francez (n. 1913)
- 13 iunie: William Standish Knowles, 95 ani, chimist american, laureat al Premiului Nobel (2001), (n. 1917)
- 14 iunie: Gitta Sereny, 91 ani, biografă, istorică și jurnalistă de investigație britanică de etnie austriacă (n. 1921)
- 14 iunie: Dumitru Capoianu, 83 ani, compozitor român (n. 1929)
- 14 iunie: Gavril Covalschi, 86 ani, sculptor român (n. 1925)
- 15 iunie: Anouar Abdel-Malek, 87 ani, politolog egiptean (n. 1924)
- 15 iunie: Rune Urban Gustafsson, 78 ani, chitarist suedez (n. 1933)
- 16 iunie: Jacques Pecnard, 89 ani, pictor, grafician, sculptor și ilustrator francez (n. 1922)
- 16 iunie: Gheorghe Zarnea, 91 ani, microbiolog român (n. 1920)
- 17 iunie: Rodney King, 47 ani, cetățean afroamerican (n. 1965)
- 17 iunie: Ion Stici, 74 ani, scriitor din R. Moldova (n. 1938)
- 18 iunie: Alketas Panagoulias, 78 ani, fotbalist și antrenor grec (n. 1934)
- 19 iunie: Anatol Ciocanu, 72 ani, poet din R. Moldova (n. 1940)
- 20 iunie: Andrew Sarris, 83 ani, critic de film, american (n. 1928)
- 24 iunie: Arthur Claudiu David, 35 ani, pugilist român (n. 1977)
- 25 iunie: Singuraticul George, 100 ani, țestoasă din arhipelagul Galapagos (n. 1912)
- 25 iunie: Nora Ephron, 71 ani, regizor, scenarist, eseist, jurnalist american (n. 1941)
- 27 iunie: Valeria Grosu, 62 ani, poetă și eseistă din R. Moldova (n. 1950)
- 27 iunie: Iurie Miterev, 37 ani, fotbalist (atacant) din R. Moldova (n. 1975)
- 30 iunie: Abdul Kerim al-Qubrusi, 55 ani, reprezentant cipriot-turc al Ordinului Naqshbandi-Haqqani Sufi în SUA (n. 1957)
- 30 iunie: Ițhak Șamir (Itzhak Shamir), 96 ani, prim-ministru al Israelului (1983-1984 și 1986-1992), (n. 1915)